# T.C.B.S.
T.C.B.S.，全名茶社，巴洛會社（英語：Tea Club, Barrovian Society），是20世紀初期英國伯明罕愛德華國王學校的一個半秘密的學生社團，其四名核心成員分別為J·R·R·托爾金、羅伯·吉爾森、傑佛瑞·史密斯和克里斯多福·韋斯曼。

## 歷史
在1910年左右，愛德華國王學校的幾名學生每當下課後就在學校圖書館聚會，也常在伯明罕的巴洛商店聚會喝茶。起初他們自稱「茶社」，之後經過討論定名為「茶社，巴洛會社」，以其英文縮寫簡稱為「T.C.B.S.」。T.C.B.S.成員在聚會時往往都會討論古代的語言或神話，並閱讀《貝奧武夫》與《高文爵士與綠騎士》等經典作品。該社團成立幾個月後，便在愛德華國王學校演出戲劇《情敵》。社團的其他成員還有文森·特勞、巴洛克拉夫、巴恩斯利、佩斯頓兄弟等人，不過他們始終並非核心成員。
1911年，托爾金進入牛津大學埃克塞特學院學習，1912年，韋斯曼與吉爾森進入劍橋大學學習，直到1913年秋季，史密斯也進入了牛津大學。
第一次世界大戰爆發後，吉爾森、史密斯、托爾金等T.C.B.S.的幾名成員都被徵召入伍。1914年耶誕節假期時，韋斯曼與其他三名成員在旺茲沃思再度聚會，召開「倫敦協商會議」，這次重要的聚會對四人都有著極大的影響（尤其是托爾金）。
傳記作家約翰·加斯如此分析及總括T.C.B.S.的目標：
「該協會的存在，目的是培育和擴大每個成員的創造力，這種創造力將用來修復一個墮落和機械化世界各種被忽視的價值觀——也就是他們中的（正如托爾金所概括的）宗教信仰、人類之愛、對自己國家的愛、國家自治權。[……] 每個成員都希望在世界上留下自己的印跡（史密斯通過詩歌，吉爾森通過視覺藝術），但托爾金似乎已經被默認為這個團體的指導靈魂。」
1915年9月，T.C.B.S.成員又在利奇菲爾德的喬治賓館聚會，自稱是「利奇菲爾德協商會議」，這也是四名成員最後一次全員到齊的聚會。第一次世界大戰期間，成員間仍有書信往來，其中韋斯曼服役於英國皇家海軍，而其餘三人則陸續抵達法國戰線。1916年7月1日，年僅22歲的吉爾森死於慘烈的索姆河戰役，為T.C.B.S.首位死去的成員。同年11月，史密斯被砲火擊中，因重傷而去世。托爾金因患上戰壕熱而被送回英國，他與韋斯曼成為在戰爭中倖存的兩名T.C.B.S.核心成員。1917年，T.C.B.S.的一名邊緣成員巴恩斯利也陣亡了。托爾金與韋斯曼晚年時還互相保持著聯繫。

## 主要成員
- J·R·R·托爾金（John Ronald Reuel Tolkien，1892年1月3日—1973年9月2日）
- 羅伯·吉爾森（Robert Gilson，1893年10月25日— 1916年7月1日）
- 傑佛瑞·史密斯（Geoffrey Bache Smith，1894年10月18日—1916年12月3日）
- 克里斯多福·韋斯曼（Christopher Wiseman，1893年4月20日—1987年7月25日）

## 影視改編
在2019年上映的傳記電影中，T.C.B.S.的四名核心成員分別由尼古拉斯·霍爾特、派屈克·吉布森、安東尼·博伊爾和湯姆·格林-卡尼加飾演。該片的劇情特別著重於T.C.B.S.成員之間的友誼。